# District de Lefke
Le district de Lefke (en turc : Lefke İlçesi) est un district de Chypre du Nord, dont la capitale est Lefke. Il s'agit d'un sous-district du district de Güzelyurt entre 1998 (lorsque ce district est séparé du district de Lefkoşa) et le 27 décembre 2016. À cette date, l'Assemblée de la République vote à l'unanimité la séparation de Lefke et en fait le sixième district.
Sa population est enregistrée à 11 091 habitants lors du recensement de 2011, soit 3,9 % de la population de Chypre du Nord.
L'enclave de Kókkina fait partie du district.